# Municipio de Brockway (Minnesota)
El municipio de Brockway (en inglés: Brockway Township) es un municipio ubicado en el condado de Stearns en el estado estadounidense de Minnesota. En el año 2010 tenía una población de 2702 habitantes y una densidad poblacional de 21,51 personas por km².

## Geografía
El municipio de Brockway se encuentra ubicado en las coordenadas 45°43′10″N 94°18′35″O / 45.71944, -94.30972. Según la Oficina del Censo de los Estados Unidos, el municipio tiene una superficie total de 125.63 km², de la cual 122,91 km² corresponden a tierra firme y (2,16 %) 2,71 km² es agua.

## Demografía
Según el censo de 2010, había 2702 personas residiendo en el municipio de Brockway. La densidad de población era de 21,51 hab./km². De los 2702 habitantes, el municipio de Brockway estaba compuesto por el 97,41 % blancos, el 0,15 % eran afroamericanos, el 0,07 % eran amerindios, el 1 % eran asiáticos, el 0,19 % eran isleños del Pacífico y el 1,18 % eran de una mezcla de razas. Del total de la población el 0,93 % eran hispanos o latinos de cualquier raza.